# Ю Би Форти
„Ю Би Форти“ (на английски: UB40) е британска реге и поп група, създадена в Бирмингам, Англия през 1978 г.
Има повече от 50 сингъла в Обединеното кралство (Британска класация за сингли). Изработва си своя ниша в световния музикален пазар. Има 4 номинации за „Грами“ в категория „Най-добър реге албум“, през 1984 г. е номинирана за награда „Брит“ за „Най-добра британска група“. Нейните продажби са над 70 милиона.
Най-големите им хитове са дебютният Food for Thought, и два номер едно хита в Хот 100 на Билборд, вкл. Red Red Wine и Can't Help Falling in Love. И двата попадат на върха на Британската класация за сингли, както и версията I Got You Babe.
Етническият състав на групата е разнороден, представляващ националностите на Англия, Шотландия, Ирландия, Йемен и Ямайка. От 1978 до 2008 г. музикалният състав остава непроменен, преди Али Кембъл да напусне групата. Малко след това той е последван и от кийбордиста Мики Върчу. През 2013 г. Астро също напуска, за да се съюзи с Кембъл и Върчу в нов вариант на Ю Би Форти.
Като последица, останалата (първоначална) част от групата, състояща се от съоснователите Джими Браун (барабани), Робин Кембъл (китара), Ърл Фалконър (бас китара), Норман Хасан (перкусии) и Брайън Травърс (саксофон), както и Дънкън Кембъл (новият вокалист), търсят юридически средства, за да предотвратят употребата на името Ю Фи Форти от Кембъл, Върчу и Астро, което се използва и от двете страни.